# Amalia Domingo
Pour les articles homonymes, voir Domingo et Soler.
Amalia Domingo Soler, née à Séville le 10 novembre 1835 et morte à Barcelone le 29 avril 1909 est une écrivaine féministe espagnole. Elle est considérée comme l'une des pionnières du spiritisme en Espagne.

## Enfance et jeunesse
Amalia Domingo grandit à Séville, en Andalousie. Elle débute la poésie à dix ans, et commence à publier à dix-huit ans. Après des difficultés familiales et de santé, elle décide de faire sa vie à Madrid où, en proie à des ennuis financiers et sociaux, elle se tourne vers le spiritisme.
En 1872, elle publie une de ses poésies dans le journal spirite La Revelación, puis d'autres articles remarqués. Elle s'intègre rapidement au monde spirite madrilène.
Elle s'installe à Barcelone le 10 août 1876, invitée par le centre spirite La Buena Nueva, espérant trouver des meilleures conditions de vie et de travail dans une Barcelone à l'économie florissante. Elle y rencontre en 1879 son guide spirituel, le père Germán.
En 1888, avec la poétesse Rosario de Acuña, elle signe un manifeste adressé aux femmes pour exiger un travail digne, une éducation complète et le choix de leur vie.
Elle participe à la création de la première école laïque et gratuite, avec les féministes Ángeles López de Ayala et Teresa Claramunt. En 1891 est fondée par ces femmes la Sociedad Autónoma de Mujeres, considérée comme la première organisation féministe en Espagne. Elles militent pour les droits des femmes les plus fragiles, comme les ouvrières, les prostituées et les femmes des classes populaires.
En 1891, Amalia Domingo publie ses mémoires.
Elle meurt d'une pneumonie aiguë à l'âge de 74 ans dans le quartier de Gràcia. Ses obsèques, au cimetière de Montjuïc, rassemblent une grande foule.